# Ђорђе Т. Карађорђевић
Ђорђе Карађорђевић (Лондон, 25. мај 1984) је српски кнез из династије Карађорђевић, треће дете краљевића Томислава Карађорђевића и прво из брака са његовом другом супругом Линдом.

## Биографија
Рођен је 25. маја 1984. године у приватном породилишту Портланд болница за жене и децу у Лондону. Његов отац је био краљевић Томислав Карађорђевић, други син југословенског краља Александра I и краљице Марије, румунске принцезе. Мајка Линда је пореклом из грађанске породице Холбрука Ван Дајка Бонија и Џоане Еванс из Лондона.
Студирао је на Војној академији у Београду, као питомац 129. класе, али је касније прекинуо школовање.
Учествовао је на хуманитарном ултрамаратону од Београда до Москве 2005. године, чија су средства била намењена за помоћ српском народу на Косову и Метохији.
Заједно са мајком Линдом и братом Михаилом, покровитељ је Краљевског реда витезова и Витез феста, који се сваке године одржава на Београдској тврђави. Покровитељ је Краљевског рвачког клуба Дорћол. Оснивач је Пиваре Принц из Панчева.
Учествовао је на богојављенским пливањима за Часни крст, заједно са својом супругом Фелон.
Носилац је црног појаса у каратеу, а бави се риболовом и пиротехником.

## Венчање
Дана 5. јула 2016. године, склопио је грађански брак са Фелон Рајмон у Гретна Грину у Шкотској.
Црквено венчање је одржано 15. јула 2017. године у цркви Светог Ђорђа на Опленцу. Чин венчања је обавио епископ шумадијски Јован, а младенци су били одевени у народне ношње из Шумадије.

## Титуле и признања
- 25. мај 1984: − 4. фебруар 2003: Његово Краљевско Височанство Принц Ђорђе Карађорђевић од Југославије
- 4. фебруар 2003 − 5. јул 2016: Његово Краљевско Височанство Принц Ђорђе Карађорђевић од Србије и Југославије
- 5. јул 2016: − данас: Његово Краљевско Височанство Кнез Ђорђе Карађорђевић од Србије и Југославије

Налази се на 5. месту у поретку наслеђивања српског и југословенског трона.

## Одликовања
- Орден Карађорђеве звезде, Велики крст.[4]